# Bappir
Bappir era um pão de cevada da Suméria assado duas vezes e que era utilizado em fabricação de cerveja na antiga Mesopotâmia. Pesquisa histórica feita na Anchor Brewing Co. em 1989 (documentado em Charlie Papazian's Home Brewer's Companion reconstruiu este pão com mel e água. Esse produto final era moído e misturado com malte, água, mel e tâmaras e então fermentado de forma a gerar uma cerveja doce. Aparentemente tal cerveja era bebida em canudos como o chimarrão é bebido hoje em dia.